# یاستو
یاستو (به لاتین: Jastew) یک روستا در لهستان است که در گمینا دنبنو (استان لهستان کوچک‌تر) واقع شده‌است. یاستو ۵۵۰ نفر جمعیت دارد.